# Тимирязевский (Воронежская область)
Тимиря́зевский — посёлок в Панинском районе Воронежской области.
Входит в состав Михайловского сельского поселения.

## География
Посёлок находится в северной части Воронежской области, возле Переездного яра.

### Часовой пояс
Посёлок Тимирязевский, как и вся Воронежская область, находится в часовой зоне МСК (московское время). Смещение применяемого времени относительно UTC составляет +3:00.

## История
В середине XX века населённый пункт получил название посёлок отделения № 4 совхоза «Михайловский». В 2005 году переименован в Тимирязевский.

## Население
| 2000 | 2005 | 2010 |
| ---- | ---- | ---- |
| 277  | ↘211 | ↘207 |

## Улицы
- ул. Дорожная,
- ул. Заречная,
- ул. Луговая,
- ул. Почтовая.